# Santa Eulàlia de Berga
Santa Eulàlia de Berga és una església de Berga protegida com a bé cultural d'interès local.

## Descripció
L'església és de planta basilical de tres crugies coberta a dues aigües. El parament exterior és de pedra perfectament escairada deixada a la vista. L'exterior és força senzill, amb falses pilastres adossades al mur per trencar la monotonia i un entaulament sobre la portada de llinda, als peus de la nau. Sobre seu hi ha un nínxol avui buit i sobre seu encara, a manera de remat, un òcul de grans dimensions. S'hi accedeix per una escalinata, ja que aquest és un punt del municipi amb força desnivell.
L'interior és d'una sola nau flanquejada per capelles laterals comunicades entre si, la coberta és una volta de creueria amb llunetes i a la zona del creuer, una cúpula. El presbiteri és rectangular i l'entrada està a ponent.
Hi ha un orgue de teclat de «finestra» que forma un sol moble amb tot el conjunt de l'orgue. Les flautes o tubs, ajustats damunt el salmer, són de metall i amb llengüeteria de façana horitzontal.

## Història
L'església parroquial en un principi estava situada al castell, però fou destruïda el 1655 pels francesos. Aleshores es construí l'actual edifici que ocupà l'espai de l'antiga església romànica de Sant Pere de Cohorts. Per això la parroquial de Berga es coneix també amb el nom de Sant Pere. L'església fou construïda el 16/01/1686 pel mestre d'obres Josep Moratí i Pujol (1654-1694) de Vic amb la col·laboració del carmelità fra Josep de la Concepció (Valls, 1626 – Nules, 1690).
L'orgue, renaixentista, és de finals del segle xvii (1676–1696) i molt semblant al de Sant Llorenç de Morunys. Correspon a les obres iniciades a Sant Pere de Cohorts (actual Santa Eulàlia) en fer funcions d'església parroquial de Berga des de l'any 1604, quan els berguedans començaren a utilitzar l'església de Sant Pere i a abandonar el culte a l'església del castell.
El primer orgue de la parròquia de Berga és documentat l'any 1680, però a finals del segle xvii es dotà a l'església d'un de nou que fou cremat l'any 1873 durant la tercera guerra carlina. L'orgue actual fou realitzat pel mestre orguener Francesco Feppati d'origen italià però resident a Barcelona l'any 1896. L'any 1989 fou totalment restaurat pel mestre orguener Gerhard Grenzing.